# Desirée Monsiváis
Desirée Monsiváis Salayandia (Gómez Palacio, Durango, México; 19 de enero de 1988), también conocida como la 'arquitecta del gol', es una exfutbolista profesional mexicana que jugaba como delantera. Su último equipo fue el FC Juárez Femenil de la Primera División Femenil de México, logrando además ser futbolista internacional en la selección femenina de fútbol de México.

## Carrera amateur
Monsiváis inició la práctica del fútbol a temprana edad, sin embargo, de joven se enfocó en el atletismo, en la prueba de 800 metros. Desirée representó a México en los Juegos Centroamericanos y del Caribe en 1999, donde quedó en octavo lugar.
Monsiváis fue becada por la Universidad de las Américas Puebla, donde jugó de 2008 a 2012 y cursó la carrera de Arquitectura, de donde proviene su sobrenombre como la Arquitecta del gol. En 2011, fue seleccionada nacional para participar en la Universiada Mundial en Shenzhen, China. Posteriormente, la delantera realizó la maestría en Ingeniería y Administración de la Construcción en el Tecnológico de Monterrey, institución que representó de 2013 a 2014.

## Carrera profesional
Desirée Monsiváis hizo su debut con el Monterrey en la liga femenil de fútbol mexicano el 27 de agosto de 2017, jugando contra el Guadalajara.
Antes de jugar en las Rayadas, Desirée jugó en el Toronto Lynx de Canadá, donde anotó cinco goles en 12 partidos. Después formó parte del Biik Kazygurt FC en 2015, un club de fútbol de Kazajistán, donde registró 17 goles en 24 partidos y llegó a disputar la Champions League. Monsiváis fue considerada para ser naturalizada con el equipo de Kazajistán, pero se decantó por mantener la nacionalidad mexicana.
En el torneo de Apertura 2018, Monsiváis obtuvo el título de goleo al anotar 13 goles en 14 partidos disputados, superando a Katty Martínez, de Tigres (12) e igualando a Lucero Cuevas, de América, como máxima anotadora en la historia de la liga.
Para el año 2019, en la liga de Apertura, volvió a conseguir el título de máxima goleadora con 17 goles, compartido con la delantera del Pachuca, Viridiana Salazar.
El 12 de septiembre de 2021, Monsiváis se convirtió en la primera futbolista en alcanzar las 100 anotaciones en la Liga MX Femenil, al anotar dos goles en la victoria del Monterrey ante Tijuana.
El 21 de julio de 2022, el Glasgow City de Escocia anunció su contratación como delantera del equipo femenil, señalándola como "una delantera impulsiva y ambiciosa". Fue contratada para la temporada 2022-2023 de la Scottish Women's Premier League.Sin embargo, únicamente estuvo en el fútbol escocés durante la primera mitad de la temporada, reincorporándose al Monterrey para el Torneo Clausura 2023.
En junio de 2023 Monsiváis fue contratada por el club Pumas de la UNAM para la temporada 2023-24.Jugó 23 partidos durante esa temporada y anotó 11 goles para el equipo universitario. En julio de 2024 fichó por el FC Juárez para el Torneo Apertura 2024, con diez partidos y un gol en ese certamen.
El 17 de diciembre de 2024 Desirée Monsiváis anunció su retirada del fútbol profesional. Durante su carrera de diez años anotó 151 goles.

## Selección nacional
Monsiváis representó a México en el Preolímpico Femenino de Concacaf de 2016.

### Goles internacionales
Las puntuaciones y los resultados listan a México primero.
| Núm. | Fecha                   | Local                                               | Adversario        | Puntuación | Resultado | Competición                                                  |
| ---- | ----------------------- | --------------------------------------------------- | ----------------- | ---------- | --------- | ------------------------------------------------------------ |
| 1    | 16 de diciembre de 2015 | Arena das Dunas, Natal, Río Grande de Norte, Brasil | Trinidad y Tobago | 3–0        | 3–0       | El torneo de Fútbol de 2015 Mujeres Internacionales de Natal |
| 2    | 20 de diciembre de 2015 | Arena das Dunas, Natal, Río Grande de Norte, Brasil | Trinidad y Tobago | 1–0        | 2–1       | El torneo de Fútbol de 2015 Mujeres Internacionales de Natal |